# Гамма Тельца
Гамма Тельца (γ Tau) — одиночная, двойная или оптически-двойная звезда на острие "V"-образной структуры в созвездии Тельца. Является представителем скопления Гиады и находится в пределах 2,5 парсеков от центра скопления. Оценка расстояния, полученная на основе измерения годичного параллакса, составляет 154 световых года.
Считается парой звёзд, компоненты носят название Гамма Тельца A (официально называемая Прима Гиадум /ˌpraɪmə ˈhaɪədəm/, это традиционное название звёздной системы) и B.

## Название
γ Тельца — обозначение Байера для звёздной системы. Два вероятных компонента носят названия Гамма Тельца A и B согласно нотации Вашингтонского каталога кратных звёзд, принятой Международным астрономическим союзом (IAU).
Гамма Тельца носит традиционное название Гиадум I, что на латыни означает "первая из Гиад". В 2016 году Международный астрономический союз организовал Рабочую группу по названиям звёзд (WGSN) для каталогизации и стандартизации собственных названий звёзд. WGSN приняла решение присваивать собственные названия индивидуальным звёздам, а не кратным звёздам полностью. Название Прима Гиадум было присвоено компоненту Гамма Тельца A 5 сентября 2017 года, под таким названием звезда включена в Список утверждённых МАС названий.
В китайской астрономии название 畢宿 (Bì Xiù), означающее Сеть, относится к астеризму, состоящему из Гаммы Тельца, Эпсилона Тельца, Дельты³ Тельца, Дельты¹ Тельца, Альфы Тельца (Альдебаран), 71 Тельца и Лямбды Тельца. Сама же γ Тельца носит название 畢宿四 (Bì Xiù sì), "Четвёртая звезда Сети".

## Свойства
Гамма Тельца является звездой-гигантом спектрального класса G8 или K0 с видимой звёздной величиной +3,65. Звезда прошла стадию главной последовательности и теперь находится в области красного сгущения, то есть в ядре звезды протекает горение гелия. Оценки возраста звезды варьируются от  430 млн лет до 530 млн лет. Для сравнения, возраст скопления Гиады составляет около 625 миллионов лет с ошибкой около 50 миллионов лет.
Угловой диаметр звезды был измерен на интерферометре CHARA с точностью 2%. После внесения поправки за потемнение к краю величина измеренного радиуса составила 13,4 радиуса Солнца. Светимость звезды составляет 85 светимостей Солнца, а масса равна 2,7 массам Солнца. При таком большом размере и малой проекции скорости вращения (4 км/с) звезде требуется около 253 суток для совершения полного оборота.